# North Manchester
North Manchester is een plaats (town) in de Amerikaanse staat Indiana, en valt bestuurlijk gezien onder Wabash County.

## Demografie
Bij de volkstelling in 2000 werd het aantal inwoners vastgesteld op 6260.
In 2006 is het aantal inwoners door het United States Census Bureau geschat op 5932, een daling van 328 (-5,2%).

## Geografie
Volgens het United States Census Bureau beslaat de plaats een oppervlakte van
9,3 km², geheel bestaande uit land.

## Plaatsen in de nabije omgeving
De onderstaande figuur toont nabijgelegen plaatsen in een straal van 20 km rond North Manchester.

## Geboren
- Thomas Marshall (1854-1925), vicepresident van de Verenigde Staten (1913-1921), gouverneur van Indiana en advocaat